# Hans Hoffmann
Hans Hoffmann (* kolem 1530, Norimberk - 1591/92, Praha) byl německý renesanční malíř a kreslíř, specialista na akvarelové a kvašové kresby zvířat. Pracoval také pro císaře Rudolfa II.

## Život
Předpokládá se, že se vyučil v dílně některého norimberského malíře a jako malíř zde působil od roku 1557. Několik let mohl strávit v Nizozemí. Roku 1576 je poprvé zmiňován v dokumentech městské rady jako Hans Hoffmann, malíř a občan Norimberku. Byl proslulý svými kopiemi kreseb dle Albrechta Dürera. Roku 1584 odešel do Mnichova na pozvání bavorského vévody Viléma V. Od roku 1585 působil v Praze jako dvorní malíř císaře Rudolfa II., ale zůstal občanem Norimberka. Byl zároveň císařovým rádcem a pomohl mu získat většinu díla Albrechta Dürera ze sbírky Willibalda Imhoffa.

## Dílo

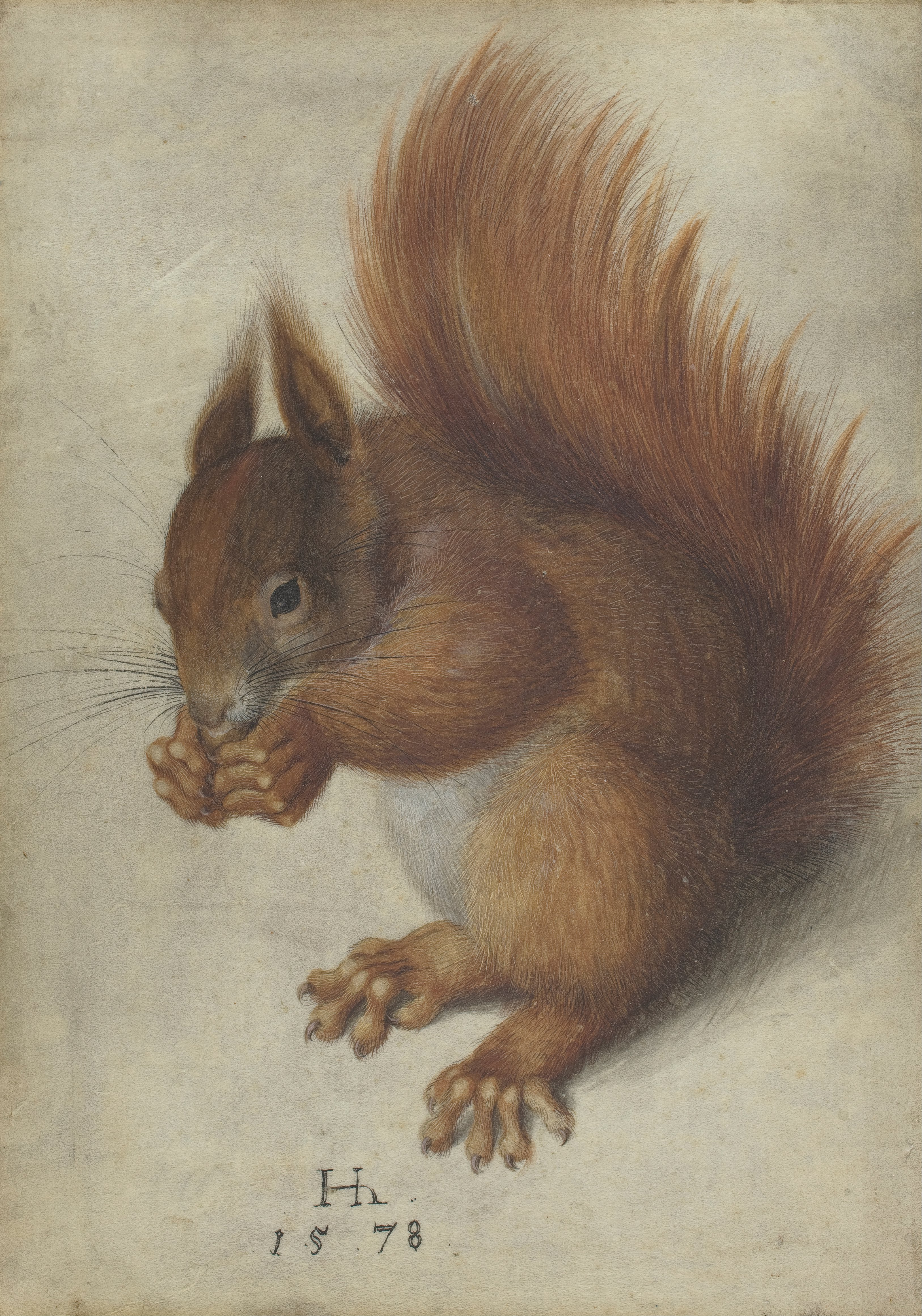
Hans Hoffmann, Veverka, Google Art Project

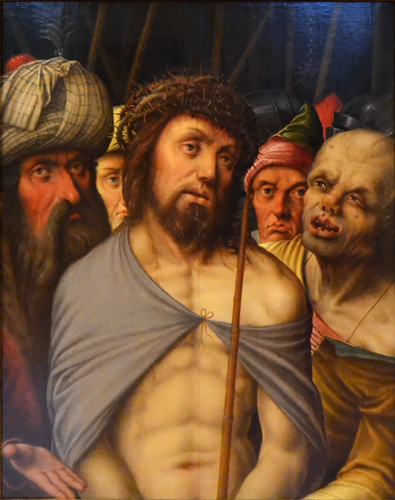
Hans Hoffmann, Posmívání Kristu, Národní galerie v Praze

Dílo Hanse Hoffmanna je řazeno k renesančnímu manýrismu poloviny 16. století. Proslul svými kresbami a obrazy podle Dürera, které kompilovaly náměty z více zdrojů a přesně napodobovaly Dürerův styl i ve vlastních kompozicích. Již za Hoffmannova života byly jeho kresby vysoce ceněným sběratelským artiklem. V Norimberku díla Hanse Hoffmanna shromažďovali Willibald Imhoff († 1580) a bohatý patricij Paulus von Praun. Immhoff byl vnukem Dürerova přítele Willibalda Pirkheimera a vlastnil větší část umělcovy dílny. Jedním z důvodů, proč Hoffmann dělal kopie Dürerových kreseb mohl být prodej originálů. Praunův Kunstkabinett čítal 159 kusů, z nichž 50 se dostalo do sbírky knížete Miklose Esterházyho v Budapešti. Sbírka se zachovala celistvá až do 19. století a je částečně dokumentovaná.
V Norimberku Hoffmann vytvořil několik portrétů místních občanů (1573, 1581, 1585, část ztracena) a obrazy evangelistů sv. Jana a sv. Marka (sbírka Eduard Wagner-Hallenperg). V Praze namaloval oltářní triptych se Svatou Trojicí, jehož střední část je ztracena a křídla jsou v Kunsthistorisches Museum ve Vídni. Některé Hoffmannovy obrazy (např. několik verzí Ecce Homo) v zahraničních sbírkách jsou stále mylně považovány za práce Albrechta Dürera, protože jsou označeny Dürerovou signaturou. Pro historiky umění jsou často cenným dokladem, protože mnohé Dürerovy originály jsou nezvěstné a zachovaly se jen v Hoffmannových kopiích.

### Zastoupení ve sbírkách
- Posmívání Kristu, Národní galerie v Praze
- Dva blázni (1530), Muzeum umění Olomouc[2]